# 一色晴具
一色 晴具（いっしき はるとも）は、室町時代から戦国時代にかけての武将。室町幕府奉公衆。式部一色家当主。

## 生涯
大永元年（1521年）10月10日付の幕府奉行人奉書写では一色式部少輔家領である美作国久世保を「一色鶴寿」に安堵し、5年後の大永6年12月16日付の幕府奉行人奉書写では同地を「一色七郎晴具」に安堵していることから、鶴寿は元服前の晴具の幼名で幼くして家督を継いだことが推定される。
室町幕府12代将軍・足利義晴から偏諱を受け、晴具を名乗る。
天文2年（1533年）、従五位下に叙され、式部少輔となる。また、娘の1人が義晴の側室になっている。
義晴の子13代将軍・義輝より領地を賜る。
『厳助往年記』によれば、天文18年3月1日に喧嘩に巻き込まれて負傷し、それが元で同月9日に死去したという。